# Laveygrat
Laveygrat är en bergstopp i Schweiz.   Den ligger i distriktet Frutigen-Niedersimmental och kantonen Bern, i den sydvästra delen av landet, 50 km söder om huvudstaden Bern. Toppen på Laveygrat är 2 248 meter över havet, eller 27 meter över den omgivande terrängen. Bredden vid basen är 0,11 km.
Terrängen runt Laveygrat är huvudsakligen bergig, men den allra närmaste omgivningen är kuperad. Närmaste större samhälle är Sierre, 19,7 km söder om Laveygrat. 
Trakten runt Laveygrat består i huvudsak av gräsmarker. Runt Laveygrat är det ganska glesbefolkat, med 38 invånare per kvadratkilometer.